# Africepheia madagascariensis
Africepheia madagascariensis är en spindelart som beskrevs av Miller 2007. Africepheia madagascariensis ingår i släktet Africepheia och familjen Synaphridae.
Artens utbredningsområde är Madagaskar. Inga underarter finns listade i Catalogue of Life.